# Quinéville
Quinéville – miejscowość i gmina we Francji, w regionie Normandia, w departamencie Manche.
Według danych na rok 1990 gminę zamieszkiwało 306 osób, a gęstość zaludnienia wynosiła 67 osób/km² (wśród 1815 gmin Dolnej Normandii Quinéville plasuje się na 590. miejscu pod względem liczby ludności, natomiast pod względem powierzchni na miejscu 919.).